# Viratelle
Viratelle is een historisch merk van motorfietsen.
Ets. Viratelle, Villeurbanne, Lyon, later Blanc, Garin & Cie., Paris (1905-1924).
De Franse constructeur Viratelle bouwde zijn eerste motorfiets in 1905. Het was een watergekoelde eencilinder-viertakt met een lange krukas en waterkoeling. In 1908 verscheen een nieuwe 178 cc-model dat als opmerkelijkste detail een vreemde, cilindervormige radiator met ventilator achter het balhoofd had. Deze machine werd, uiteraard met enkele wijzigingen, tot 1924 verkocht. Na de Eerste Wereldoorlog kwam er een 350 cc versie en ook een 700 cc paralleltwin.